# Colonsay
Pour les articles homonymes, voir Colonsay (homonymie).
Colonsay (Colbhasa en gaélique écossais) est une île des Hébrides intérieures en Écosse, située entre Islay au sud et Mull au nord. Cette île de 40,74 km2 est le siège ancestral du clan Macfie et de la branche de Colonsay du clan MacNeill. Alignée selon un axe sud-ouest à nord-est, elle mesure 13 km de long et atteint 4,8 km en largeur. Colonsay possède un aéroport (code AITA : CSA).

## L'île et les alentours
La population de l'île est d'environ 110 habitants. Le principal village est Scalasaig (Sgalasaig en gaélique écossais) sur la côte est, et c'est de là que les ferries partent vers Oban, ainsi que vers Kennacraig via Port Askaig sur Islay entre avril et octobre. L'île est connue pour la Colonsay House (demeure d'architecture georgienne avec un jardin de rhododendrons et des magnolias de 15 mètres de haut), la croix de Riasg Buidhe du VIIIe siècle, ses chèvres sauvages, et ses colonies d'oiseaux. L'île est reliée par une voie accessible à marée basse, nommée The Strand, à Oronsay qui abrite les ruines du prieuré du même nom. Bien que Colonsay semble n'être recouverte de rien et inhospitalière lorsqu'elle est ralliée par mer, ses paysages sont variés et d'une grande beauté, avec des plages de sable fin qui sont parmi les plus belles des Hébrides et un intérieur fertile et abrité.

## Économie et transports
Le développement du tourisme soutien l'essentiel de l'économie de l'île, qui compte de nombreuses petites maisons de vacances, beaucoup étant gérées par l'entreprise propriétaire Isle of Colonsay Estate. Cette entreprise appartient à Donald Howard, 4e baron Strathcona et Mount Royal, dont le fils aîné et héritier au titre, Alex Howard, vit sur l'île avec sa famille et gère l'entreprise.
L'île a une petite librairie se spécialisant dans les livres traitant de sujets locaux. C'est aussi le siège de la maison d'édition House of Lochar spécialisée dans les traditions et l'histoire de l'Écosse ; ses ventes au détail sont envoyées par l'annexe du bureau de poste et les ferries CalMac avant de rejoindre le système principal de distribution du courrier en Écosse proprement dite. Un hôtel surplombe le port, où se trouvent également un café, une boulangerie, une boutique et le bureau de poste. En 2006, la piste de l'aérodrome de Colonsay fut améliorée avec une surface dure remplaçant l'herbe, en préparation d'un nouveau service commercial aérien depuis Glasgow et Édimbourg via Connel sur Oban. Ce nouveau service commença ses opérations en juin 2008 avec des vols matin et soir le mardi et jeudi.
La société fiduciaire de développement Colonsay Community Development Company est « engagée dans un éventail de travaux reflétant une approche durable à la régénération de l'île »,. Les projets actuels consistent par exemple en la gestion de l'approvisionnement en charbon et de la seule pompe à essence, un programme majeur d'éradication de l'espèce invasive du rhododendron ponticum, et une étude de faisabilité quant à la possibilité d'améliorer le port et les zones alentour. En 2007, la microbrasserie Colonsay Brewery ouvrit ses portes avec trois produits.

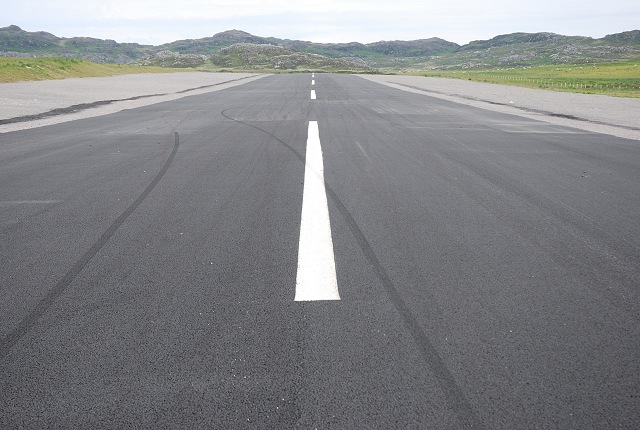
Piste de l'aéroport de Colonsay.
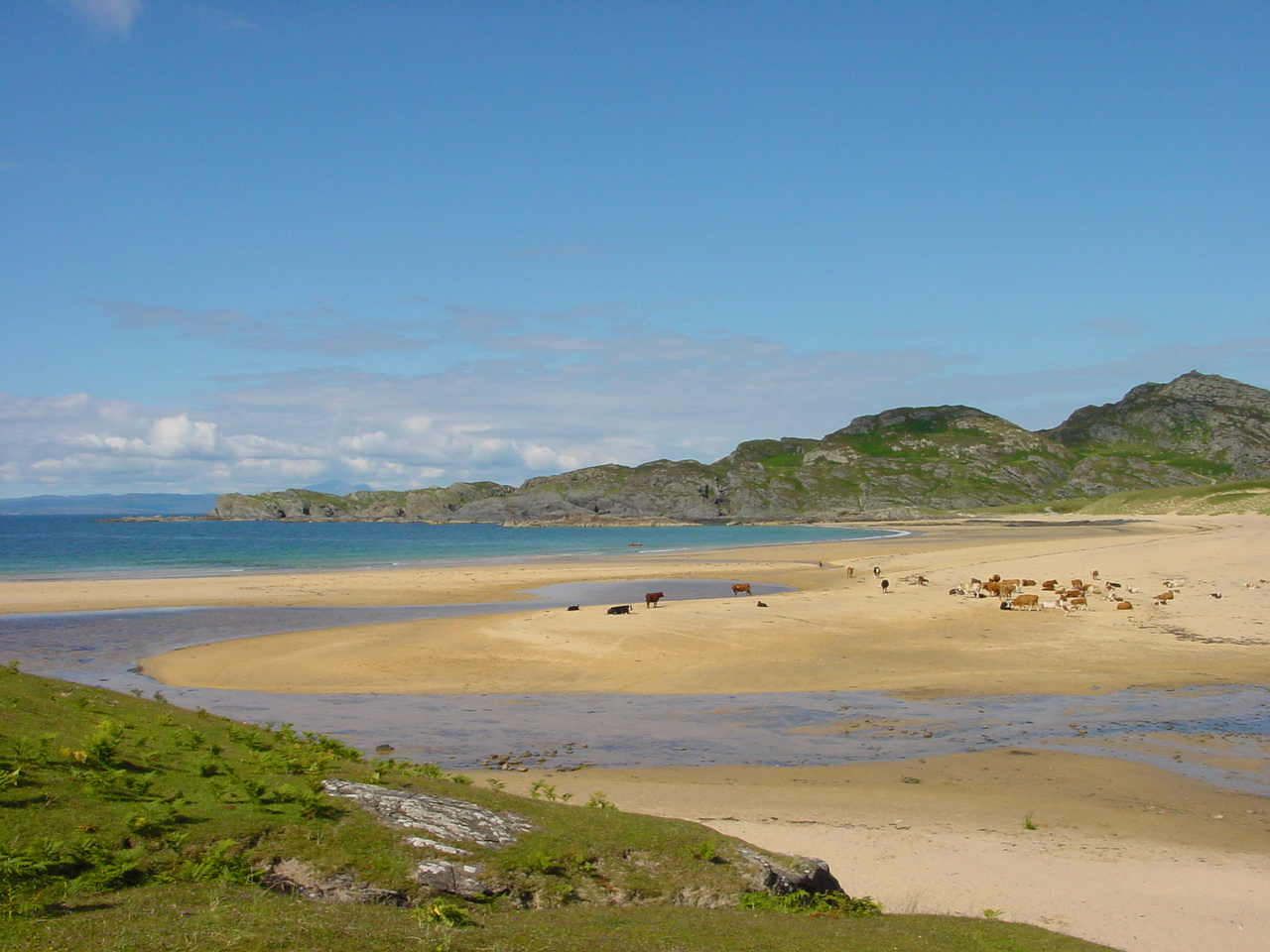
Baie de Kiloran.
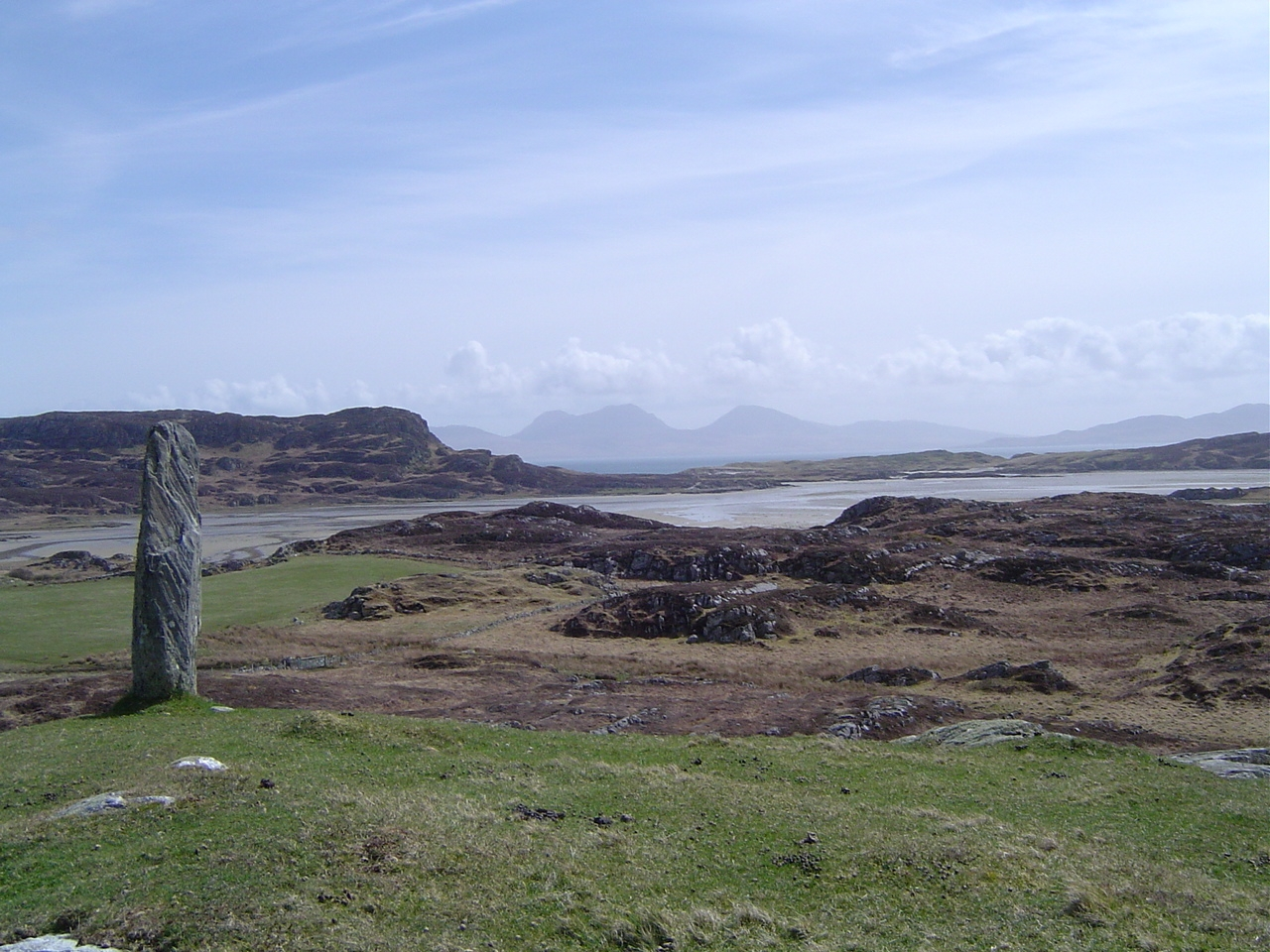
Vue depuis Colonsay. Oronsay se trouve à droite et l'île de Jura peut être aperçue au loin.
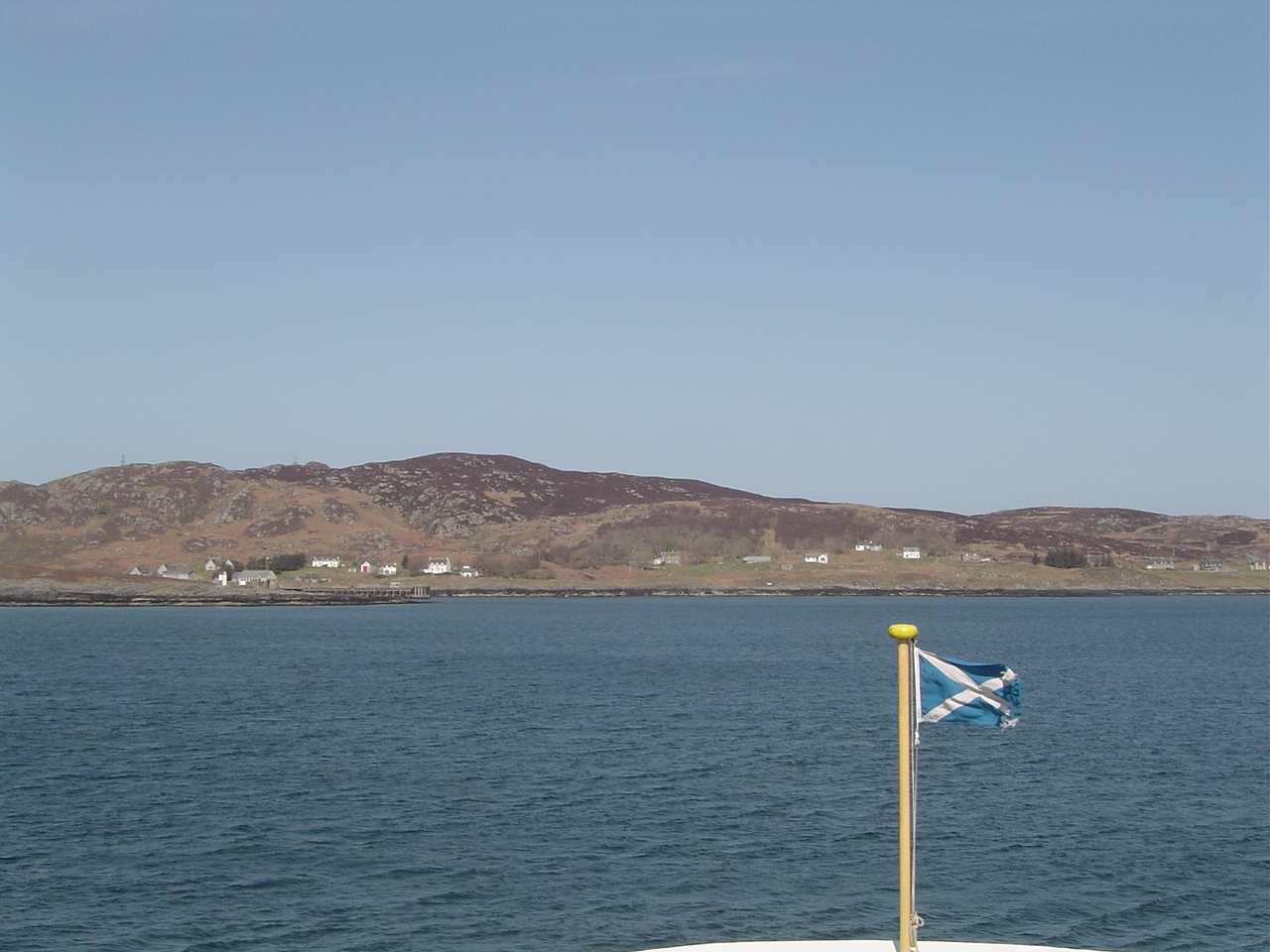
Scalasaig depuis le ferry.

## Histoire
En 1995, des preuves d'un site du mésolithique de traitement des noisettes datant d'il y a environ 9 000 ans furent trouvées dans un sambaqui à Staosnaig sur la côte abritée est de l'île. Les preuves consistent en une fosse large et peu profonde, remplie de restes de centaines de milliers de coques brûlées de noisettes. Les noisettes ont été trouvées dans d'autres sites du mésolithique mais rarement dans de telles quantités et concentrées dans une fosse. La datation par le carbone 14 a établi que les noisettes dataient d'environ −7 720 ans avec une précision de 110 ans. Les seuls autres sites similaires dans les îles britanniques sont ceux de Farnham du comté de Surrey et Cass ny Hawin dans l'Île de Man,.
La découverte permet de mieux comprendre les activités communes et la planification à long terme durant cette période. Les noisettes furent récoltées en une seule année et les analyses du pollen suggèrent que les noisettes furent toutes récoltées au même moment. L'échelle de cette activité, sans parallèle ailleurs en Écosse, suggère la possibilité que la communauté de Colonsay ait eu un régime principalement végétarien. La fosse était à l'origine sur une plage à proximité de la côte et fut associée à deux fosses plus petites, dont le but n'a pas encore été compris, ainsi qu'à un foyer et à un second groupe de fosses.

## Culture
En 2008, Colonsay a tenu son premier festival populaire, Ceòl Cholasa. Des personnes connues de la scène populaire écossaise y ont participé, tels Karine Polwart, Kathleen MacInnes, The Anna Massie Band et Rallion. Il y eut aussi des performances des musiciens locaux. Devant le succès du festival, un autre est programmé pour 2009 comptant comme artistes Aly Bain et Phil Cunningham, Heidi Talbot, Karen Matheson et Donald Shaw, Kris Drever, John McCusker, Roddy Woomble, Breabach et Robin Laing. Le festival, commençant le 17 septembre, est à guichets fermés.

## Faune
Les oiseaux de l'île comptent la mouette tridactyle, le grand cormoran, le guillemot de Troïl, le râle des genêts et l'aigle royal.

## Criminalité
La nature de l'île fut illustrée par une histoire rapportée en novembre 2006, lorsqu'un ouvrier du bâtiment originaire de Glasgow fut arrêté et avoua un cambriolage. L'homme s'était introduit dans une maison qui n'était pas fermée et avait volé 60 £ en liquide, avant de s'apercevoir qu'il ne pouvait pas s'échapper, faute d'un ferry ce jour-là. L'intérêt des médias fut éveillé car il s'agissait du premier délit enregistré depuis 2004, et le premier vol dans une maison ; l'île n'ayant pas de prison, l'ouvrier passa la nuit sous la garde des habitants.

## Référence
- (en) Cet article est partiellement ou en totalité issu de l’article de Wikipédia en anglais intitulé « Colonsay » (voir la liste des auteurs).

1. ↑  (en) Colonsay Estate - Site officiel, consulté le 15 septembre 2009.
2. ↑  (en) House of Lochar - Site officiel, consulté le 15 septembre 2009.
3. ↑  (en) Conseil d'Argyll and Bute - Argyl flying high, 27 septembre 2006, consulté le 15 septembre 2009.]
4. ↑  (en) Colonsay.org.uk - Bilan financier de Colonsay Community Development Company et Colonsay Trading Company, consulté le 15 septembre 2009.
5. ↑  (en) initiative-at-the-edge.org.uk - Colonsay, consulté le 15 septembre 2009.
6. ↑  (en) Colonsay Brewery - site officiel, consulté le 15 septembre 2009.
7. 1 2  (en) British Archeology (édité par Simon Denison) - Mesolithic food industry on Colonsay, numéro 5, juin 1995, consulté le 15 septembre 2009.
8. 1 2  (en) Alistair Moffat - Before Scotland: The Story of Scotland Before History, Thames & Hudson, London, 2005, pages 91–92.
9. ↑  (en) colonsay.org.uk - Ceòl Cholasa 2009, consulté le 15 septembre 2009.
10. ↑  (en) BBC News - Thief stranded on remote island (Un voleur reste coincé sur une île isolée), 10 novembre 2006, consulté le 15 septembre 2009.